# Privada de los Portones Fraccionamiento
Privada de los Portones Fraccionamiento är en ort i Mexiko.   Den ligger i kommunen Querétaro och delstaten Querétaro Arteaga, i den centrala delen av landet, 200 km nordväst om huvudstaden Mexico City. Privada de los Portones Fraccionamiento ligger 1 898 meter över havet och antalet invånare är 374.
Terrängen runt Privada de los Portones Fraccionamiento är kuperad åt nordost, men åt sydväst är den platt. Runt Privada de los Portones Fraccionamiento är det tätbefolkat, med 947 invånare per kvadratkilometer. Närmaste större samhälle är Santiago de Querétaro, 12,9 km sydost om Privada de los Portones Fraccionamiento. Trakten runt Privada de los Portones Fraccionamiento består i huvudsak av gräsmarker.